# Александровка (Щедринский сельсовет)
Алекса́ндровка (бел. Аляксандраўка) — деревня в Щедринском сельсовете Жлобинского района Гомельской области Беларуси.

## География
В 41 км на запад от Жлобина, 17 км от железнодорожной станции Красный Берег (на линии Бобруйск — Гомель), 133 км от Гомеля.
Ручей Любица (приток реки Ала), на севере мелиоративный канал.

## История
Основана в начале 1920-х годов переселенцами из соседних деревень на бывших помещичьих землях. В 1931 году организован колхоз «Слава». 8 жителей погибли на фронтах Великой Отечественной войны. В составе колхоза имени К. Я. Ворошилова (центр — деревня Щедрин).

## Население
- 2004 год — 12 хозяйств, 20 жителей.
- 2009 год — 6 жителей .

## Транспортная сеть
Транспортные связи по просёлочной, а затем автомобильной дороге Бобруйск — Гомель. Планировка состоит из короткой прямолинейной улицы, ориентированной с юго-востока на северо-запад и застроенной деревянными усадьбами.